# Sphaeropteris
Sphaeropteris là một chi dương xỉ thuộc họ Cyatheaceae.

## Loài
Đến thời điểm tháng 8 năm 2019, Checklist of Ferns and Lycophytes of the World chấp nhận các loài sau:
- Sphaeropteris aciculosa  (Copel.) R.M.Tryon
- Sphaeropteris aeneifolia  (Alderw.) R.M.Tryon
- Sphaeropteris agatheti  (Holtt.) R.M.Tryon
- Sphaeropteris albidosquamata  (Rosenst.) R.M.Tryon
- Sphaeropteris albifrons  (Vieill. ex E. Fourn.) R.M.Tryon
- Sphaeropteris albosetacea  (Bedd.) R.M.Tryon
- Sphaeropteris angustipinna  (Holtt.) R.M.Tryon
- Sphaeropteris aramaganensis  (Kaneh.) R.M.Tryon
- Sphaeropteris arthropoda  (Copel.) R.M.Tryon
- Sphaeropteris assimilis  (Hook.) R.M.Tryon
- Sphaeropteris atrospinosa  (Holtt.) R.M.Tryon
- Sphaeropteris atrox  (C.Chr.) R.M.Tryon
- Sphaeropteris auriculifera  (Copel.) R.M.Tryon
- Sphaeropteris binuangensis  (Alderw.) R.M.Tryon
- Sphaeropteris brackenridgei  (Mett.) R.M.Tryon
- Sphaeropteris brunei  (Christ) R. Tryon
- Sphaeropteris brunoniana  (Wall. ex Hook.) R.M.Tryon
- Sphaeropteris capitata  (Copel.) R.M.Tryon
- Sphaeropteris carrii  (Holtt.) R.M.Tryon
- Sphaeropteris cooperi  (F.Muell.) R.M.Tryon
- Sphaeropteris cuatrecasasii  R. Tryon
- Sphaeropteris curranii  (Copel.) R.M.Tryon
- Sphaeropteris discophora  (Holtt.) R.M.Tryon
- Sphaeropteris elliptica  (Copel.) R.M.Tryon
- Sphaeropteris elmeri  (Copel.) R.M.Tryon
- Sphaeropteris excelsa  (Endl.) R.M.Tryon
- Sphaeropteris feani  (E.D.Br.) R.M.Tryon
- Sphaeropteris felina  (Roxb.) Pic. Serm.
- Sphaeropteris fugax  (Alderw.) R.M.Tryon
- Sphaeropteris fusca  (Bak.) R.M.Tryon
- Sphaeropteris gardneri  (Hook.) R.M.Tryon
- Sphaeropteris glauca  (Bl.) R.M.Tryon
- Sphaeropteris horrida  (Liebm.) R. Tryon
- Sphaeropteris inaequalis  (Holtt.) R.M.Tryon
- Sphaeropteris insignis  (D.Eat.) R. Tryon
- Sphaeropteris insularum  (Holtt.) R.M.Tryon
- Sphaeropteris integra  (J.Sm.) R.M.Tryon
- Sphaeropteris intermedia  (Mett.) R.M.Tryon
- Sphaeropteris intramarginalis  Windisch
- Sphaeropteris ledermannii  (Brause) R.M.Tryon
- Sphaeropteris leucolepis  (Mett.) R.M.Tryon
- Sphaeropteris leucotricha  (Christ) R.M.Tryon
- Sphaeropteris lockwoodiana  P.G.Windisch
- Sphaeropteris lunulata  (G.Forst.) R.M.Tryon
- Sphaeropteris macarenensis  (Alston) R. Tryon
- Sphaeropteris magna  (Copel.) R.M.Tryon
- Sphaeropteris marginata  (Brause) R.M.Tryon
- Sphaeropteris medullaris  (G.Forst.) Bernh.
- Sphaeropteris megalosora  (Copel.) R.M.Tryon
- Sphaeropteris mertensiana  (Kunze) R.M.Tryon
- Sphaeropteris microlepidota  (Copel.) R.M.Tryon
- Sphaeropteris mollicula  (Maxon) R. Tryon
- Sphaeropteris moluccana  (Desv.) R.M.Tryon
- Sphaeropteris moseleyi  (Bak.) R.M.Tryon
- Sphaeropteris myosuroides  (Liebm.) R. Tryon
- Sphaeropteris nigricans  (Mett.) R.M.Tryon
- Sphaeropteris novae-caledoniae  (Mett. ex Fourn.) R.M.Tryon
- Sphaeropteris obliqua  (Copel.) R.M.Tryon
- Sphaeropteris obscura  (Scort.) R.M.Tryon
- Sphaeropteris papuana  (Ridl.) R.M.Tryon
- Sphaeropteris parianensis  P.G.Windisch
- Sphaeropteris parksiae  (Copel.) R.M.Tryon
- Sphaeropteris parvifolia  (Holtt.) R.M.Tryon
- Sphaeropteris parvipinna  (Holtt.) R.M.Tryon
- Sphaeropteris persquamulifera  (Alderw.) R.M.Tryon
- Sphaeropteris philippinensis  (Bak.) R.M.Tryon
- Sphaeropteris pilulifera  (Copel.) R.M.Tryon
- Sphaeropteris polypoda  (Bak.) R.M.Tryon
- Sphaeropteris procera  (Brause) R.M.Tryon
- Sphaeropteris propinqua  (Mett.) R.M.Tryon
- Sphaeropteris pukuana  (M.Kato) Lehnert & Coritico
- Sphaeropteris pulcherrima  (Copel.) R.M.Tryon
- Sphaeropteris quindiuensis  (Karsten) R. Tryon
- Sphaeropteris robinsonii  (Copel.) R.M.Tryon
- Sphaeropteris robusta  (C.Moore ex Watts) R.M.Tryon
- Sphaeropteris rosenstockii  (Brause) R.M.Tryon
- Sphaeropteris runensis  (Alderw.) R.M.Tryon
- Sphaeropteris sarasinorum  (Holtt.) R.M.Tryon
- Sphaeropteris senex  (Alderw.) R.M.Tryon
- Sphaeropteris senilis  (Kl.) R. Tryon
- Sphaeropteris setifera  (Holtt.) R.M.Tryon
- Sphaeropteris sibuyanensis  (Copel.) R.M.Tryon
- Sphaeropteris squamulata  (Bl.) R.M.Tryon
- Sphaeropteris stipitipinnula  (Holtt.) R.M.Tryon
- Sphaeropteris strigosa  (Christ) R.M.Tryon
- Sphaeropteris subsessilis  (Copel.) R.M.Tryon
- Sphaeropteris suluensis  (Bak.) R.M.Tryon
- Sphaeropteris tenggerensis  (Rosenst.) R.M.Tryon
- Sphaeropteris teysmannii  (Copel.) R.M.Tryon
- Sphaeropteris tomentosa  (Bl.) R.M.Tryon
- Sphaeropteris tomentosissima  (Copel.) R.M.Tryon
- Sphaeropteris trichodesma  (Scort. ex Bedd.) R.M.Tryon
- Sphaeropteris trichophora  (Copel.) R.M.Tryon
- Sphaeropteris tripinnata  (Copel.) R.M.Tryon
- Sphaeropteris tripinnatifida  (Wall. ex Roxb.) R.M.Tryon
- Sphaeropteris truncata  (Brack.) R.M.Tryon
- Sphaeropteris vaupelii  (Copel.) R.M.Tryon
- Sphaeropteris verrucosa  (Holtt.) R.M.Tryon
- Sphaeropteris vittata  (Copel.) R.M.Tryon
- Sphaeropteris wallacei  (Mett. ex Kuhn) R.M.Tryon
- Sphaeropteris werneri  (Rosenst.) R.M.Tryon
- Sphaeropteris womersleyi  (Holtt.) R.M.Tryon
- Sphaeropteris zamboangana  (Copel.) R.M.Tryon

## Phân bố và môi trường sống
Khu vực phân bố bản địa của chi Sphaeropteris kéo dài từ miền nam Trung Quốc xuống qua miền đông nhiệt đới châu Á đến New Zealand, với một khu vực riêng biệt ở Trung Mỹ và tây bắc Nam Mỹ. Một số loài cũng được du nhập ở châu Phi và tây Úc.
Các loài Sphaeropteris là những cây lớn và cần không gian để phát triển. Chúng thường thích điều kiện ít bóng râm hơn các loài Alsophila. Chúng được tìm thấy trong các khu rừng mưa và rừng nhiệt đới trên núi, thường ở các khe nước hoặc ven rìa, từ tầng tán cây xuống đến tán dưới. Chúng cũng được tìm thấy trong các khe núi, đầm lầy và các khu vực bị xáo trộn.